# Торесов мореуз
Торесов мореуз (енгл. Torres Strait), познат и као Торесов пролаз, мореуз је који раздваја јужне обале Папуа Нове Гвинеје од рта Кејп Јорк на сверу аустралијске државе Квинсленд. Ширина мореуза је око 150 километара. Смештен је на 10° јужне географске ширине и између 140° и 145° источне географске дужине. Захвата површину од око 62.231 км² и дубине је до 20 метара. Мореуз повезује Корално море и Тихи океан на истоку са Арафурским морем и Индијским океаном на западу. У Торесовом мореузу се налази више острва и хриди, а највећа острва су Принц од Велса и Терсди (на којем се налази лука Порт Кенеди). Торесов мореуз је 1606. открио шпански поморац Луис Торес по коме је и добио име.

## Праисторија
Острва Торесовог мореуза су била насељена људима најмање 2.500 година, а вероватно и много дуже. Различите заједнице становника острва Торесовог мореуза имају јединствену културу и дугогодишњу историју са острвима и оближњим обалама. Њихова поморска трговина и интеракције са Папуанцима на северу и заједницама аустралијских Абориџина одржали су стабилну културну дифузију између три друштвене групе, која датира хиљадама година уназад.

## Историја
Прву забележену европску пловидбу мореузом извршио је Луис Ваз де Торес, пилот који је био други по команди у шпанској експедицији коју је предводио навигатор Педро Фернандес де Кеирос који је 1605. пловио из Перуа у јужни Пацифик. Након што се Кеиросов брод вратио у Мексико, Торес је наставио планирано путовање до Маниле преко Молучких острва. Пловио је дуж јужне обале Нове Гвинеје и открио мореуз који и данас носи његово име. Ово откриће забележено на шпанским мапама Пацифика касније ће омогућити експедицију Џејмса Кука у Аустралију. Није познато да ли су Торес и његова посада видели аустралијско копно које је само четири месеца раније посетио Вилем Јансзон пловећи на броду Дујфкен, а да нису били свесни мореуза који је сада познат као Торесов мореуз. Не постоје посебни записи о томе да је Торес видео обалу већег копна на свом југу, а ране шпанске карте тачно приказују обалу Нове Гвинеје, али изостављају Аустралију.
Године 1770, поручник Џејмс Кук је заобишао Кејп Јорк, скренуо на југозапад и искрцао се на oстрво Позешон. Са врха брда дао је знак броду да види пловни пролаз кроз опасни мореуз. Касније у Батавији, где је сазнао да су му Французи претходили преко Пацифика, Кук је поново описао ову вежбу сигнализације као церемонију поседовања, рекавши да је преузео источну обалу Аустралије за британску круну.
Године 1823, капетан Џон Лихоу, капетан трговачког брода Зенобија од Калкуте од 550 тона, био је на пролазу из Маниле у Јужну Америку и одабрао руту кроз Торесов мореуз. Ово је постао први забележени пролазак брода који плови кроз Торесов мореуз са запада на исток. Према Сиднејској газети из априла 1823: „Овај есеј о наутичкој вештини настао је након губитка четири сидра и кормила“. То је такође била прва прилика да је брод пловио кроз Корално море од Торесовог мореуза, од југоистока до југа Нове Каледоније. Лихоу је 27. фебруара видео сер Џејмс Саумарезов плићак (садашњи гребени Саумарез) и назвао систем гребена по вицеадмиралу Џејмсу Саумарезу. На овом истом путовању, Лихоу је открио гребен Лихоу и Кејс и Порт Лихоу (првобитно назван Порт Јарборо, на јужној обали острва Принца од Велса).
Лондонско мисионарско друштво пристигло је на Еруб (острво Дарнли) 1871. Иако се нека од острва Торесовог мореуза налазе непосредно уз обалу Нове Гвинеје, она су 1879. године припојена Колонији Квинсленд, тада британској колонији. Постојала је важна индустрија бисера од 1860-их до отприлике 1970. Након тога је пропала услед конкуренције индустрије пластике. Лов на бисере је био одговоран за долазак искусних ронилаца из многих земаља, посебно из Јапана.
Године 1978, споразумом између Аустралије и Папуе Нове Гвинеје утврђена је поморска граница у Торесовом мореузу.
Осамдесетих година прошлог века, људи са острва Торесовог мореуза желели су да створе име за острва која су повезана са њиховом културом. Првобитно је предложено име „Магани Малу Кес“ за регион, али је касније усвојен акроним „Зенад Кес“, за означавање Торесовог мореуза. Акроним „ZENADTH KES“ је прво изведен од Zey (југ), Naygay (север), Dagam (место/страна), Thawathaw (обала) и KES (пролаз/канал/пловни пут). Међутим, ово је измењено и сада се пише Zenadh Kes.
Због близине копна Папуе Нове Гвинеје, северна острва Торесовог мореуза доживљавају повремене доласке тражилаца азила са друге стране мореуза. Укупно десет тражилаца азила из Папуе Нове Гвинеје откривено је годишње у 2012. и 2013. години.
Године 2016, Аустралијској федералној полицији су становници острва Принца од Велса дојавили да људи из Сиднеја покушавају да купе чамац да стигну до Папуе Нове Гвинеје како би напустили Аустралију без пасоша.

## Географија
Теснац повезује Корално море на истоку са Арафурским морем и Карпентаријским заливом на западу. Иако је то важан међународни морски пут, веома је плитак (дубина воде од 7—15 m, 23—49 ft), и лавиринт гребена и острва може да га учини опасним за пловидбу. На југу, мореуз Ендевор се налази између острва Принца од Велса (Муралуг) и копна. Бродови улазе у Торесов мореуз преко Адолфовог канала, који се спаја са лагуном Великог коралног гребена на југоистоку. Јаке плимне струје јављају се у уским каналима између острва и гребена, а велике подморске пешчане дине мигрирају преко морског дна. Око 580 коралних гребена, укључујући гребене Вориор и Истерн Пач, покривају укупну површину од 2.400 km2 (930 sq mi) у региону, а ово подручје такође има неке од најпространијих корита морске траве на свету.
Еколошка питања са којима се регион суочава укључују ризик од рударског отпада из реке Флај у јужној Папуи Новој Гвинеји, штетне ефекте глобалних климатских промена и одрживо управљање природним ресурсима.

## Људи, култура и језици
Аутохтони становници острва су становници острва Торесoвог залива, једна од две етнички различите групе аутохтоних аустралијских народа. Становници острва Торесовог мореуза се разликују и од Папуанаца у суседној Новој Гвинеји и од абориџинских аустралијских народа са оближњег аустралијског копна, али су сродни са оба.
Људи из Торесовог мореуза имају јединствену аутохтону културу која је привукла интересовање низа антрополошких, историјских, археолошких и фолклористичких истраживача. Ово укључује експедицију са Универзитета Кембриџ коју је водио рани етнограф Алфред Хадон 1898. године и савременији регионални рад аустралијског антрополога Џеремија Бекета. Прикази локалних домородачких наративних традиција могу се наћи у делима Нони Шарпа и Маргарет Лори. Лори је развила јаке односе са људима из Торесовог мореуза од 1950-их до 1970-их, а многи су јој прилазили да сними и запише њихове личне приче и породичне историје. То је резултирало њеним истраживањем културне историје Торесовог мореуза и прикупљањем транскрипата, аудио записа, фотографија, слајдова, уметничких дела и усмених прича. Заједно су чинили основу публикације Митови и легенде о Торесовом мореузу (1970) и Приче из Торесовог мореуза (1972). Њена колекција се сада чува у Државној библиотеци Квинсленда, а 2008. додата је Унесковом аустралијском регистру меморија света.
На острвима Торесовог мореуза говоре се два аутохтона језика: Кала Лагав Ја (такође познат по варијантним именима и писању), и Меријам Мир (Меријам), као и Брокан [Брокен], иначе звани креолски Торесовог мореуза. Кала Лагав Ја је традиционални језик западних и централних острва Торесовог мореуза. Језички регион Кала Лагав Ја обухвата подручја унутар граница локалне управе савета Торес Шајер. Мабујаг се сматра дијалектом Кала Лагав Ја, једног од језика Торесовог мореуза. Мабујаг је традиционални језик острва Мабујаг, централног западног острва Торесовог мореуза. Регија језика Мабујаг обухвата острвску област Мабујаг унутар граница локалне управе савета Торес Шајер и Савета острва Мабујаг.
У аустралијском попису из 2016. године, популација острва је забележена да је 4.514 на острвима, али много више становника Торесовог мореуза живи изван Торесовог мореуза у Аустралији.